# 간볼드 간바야르
간볼드 간바야르(몽골어: Ганболдын Ганбаяр, 2000년 8월 3일 ~ )는 몽골의 축구 선수로 현재 슬로바키아 수페르리가의 KFC 코마르노에서 공격형 미드필더로 활약 중이며 유럽 리그에 진출한 최초의 몽골 선수이자 현 몽골 대표팀의 유일무이한 해외파 선수이다.

## 클럽 경력

### 코롬콘 FC
2014년 코롬콘 FC의 유스팀을 거쳐 이듬해인 2015년 코롬콘 FC 성인팀 입단을 통해 프로에 정식 입문하자마자 리그 11경기에서 15골의 폭발적인 득점력으로 팀의 리그 4위 및 2016년 AFC컵 예선 진출에 기여하면서 자신의 이름을 몽골 축구계에 알렸고 2016년에도 리그 12경기 11골을 터뜨려 팀의 리그 3위 입상을 이끌었다.

### 푸슈카시 아카데미아
2016년 9월 몽골 축구 연맹과 헝가리 축구 협회와 맺은 업무 협약의 일환으로 헝가리 넴제티 버이녹샤그 I 소속팀인 푸슈카시 아카데미아로 이적한 이후 U-17팀에서 3시즌동안 46경기 15골을 터뜨리며 팀의 3부 리그 서부지구 3위와 2017년 푸슈카시컵 3위를 이끌었고 2020-21 시즌에는 1군팀 소속으로 3경기 출전에 그쳤으나 팀의 리그 준우승을 경험했다.

### 울란바토르 시티
2018년 4월부터 8월까지 울란바토르 시티에서 4개월간 임대 선수로 활동하며 그 해 몽골 슈퍼컵 우승을 경험했다.

### FC 차크바르
2020년 7월 헝가리 버이녹샤그 II 소속팀인 FC 차크바르로 임대 이적하여 2020-21 시즌 2부 리그 26경기에서 3골을 뽑아내면서 팀의 2부 리그 잔류에 일조했다.

### KFC 코마르노
2020-21 시즌을 마친 뒤 슬로바키아 2. 리가의 KFC 코마르노로 임대 이적 후 첫 시즌인 2021-22 시즌에서 공식전 28경기 5골을 기록하며 리그 4위에 이바지했고 2022-23 시즌에서도 공식전 30경기 4골로 활약하며 3위의 성적에 기여했으며 2023-24 시즌에서도 21경기 4골을 기록하며 팀의 우승 및 차기 시즌 슬로바키아 수페르리가 승격에 일조했다.
그리고 2023-24 시즌 이후 3시즌간의 활약을 바탕으로 코마르노 완전 이적을 확정지었다.

## 국가대표팀 경력

### 청소년 대표팀
2013년부터 2017년까지 몽골 연령별 대표팀(U-14, U-17, U-20, U-23)의 일원으로 15경기 6골을 터뜨리며 U-14 대표팀의 2014년 AFC U-14 챔피언십 예선 마카오전 대승(7-0)에 일조했다.

### A대표팀
2019년 6월 브루나이와의 2022년 FIFA 월드컵 아시아 지역 1차 예선 2연전을 앞두고 A대표팀에 첫 발탁되어 비록 2경기 모두 출전하지 못했으나 팀은 사상 첫 2차 예선 진출의 쾌거를 이뤄냈다.
그 후 2021년 3월 25일 타지키스탄과의 2022년 FIFA 월드컵 아시아 지역 2차 예선 F조 6차전 원정 경기에서 마침내 국제 A매치 데뷔전을 치렀고 이후 2022년 6월 14일 자국에서 열린 예멘과의 2023년 AFC 아시안컵 최종 예선 B조 조별리그 최종전에서 A매치 데뷔골을 멀티골로 장식하며 괌과의 2004년 AFC 아시안컵 예선 예비라운드 F조 1차전(당시 5-0 승) 이후 19년만의 몽골의 아시안컵 예선 승리를 이끌었다.

## 대회 성적

### 클럽
코롬콘 FC
- 몽골 내셔널 프리미어리그 : 3위 (2016), 4위 (2015)

 푸슈카시 아카데미아
- 넴제티 버이녹샤그 I : 준우승 (2020-21)

 푸슈카시 아카데미아 II
- 푸슈카시컵 : 3위 (2017)

울란바토르 시티
- 몽골 슈퍼컵 : 우승 (2018)

 KFC 코마르노
- 슬로바키아 2. 리가 : 우승 (2023-24), 3위 (2022-23), 4위 (2021-22)